# Le Sac du palais d'été
Le Sac du palais d'été est un roman de Pierre-Jean Rémy publié le 29 septembre 1971 aux éditions Gallimard et ayant reçu le prix Renaudot la même année.

## Éditions
- Le Sac du palais d'été, éditions Gallimard, 1971,  (ISBN 9782070280278).